# Batatais (football)
Algisto Lorenzato Domingos dit Batatais (né le 20 mai 1910 à Batatais au Brésil et mort le 16 juin 1960 à Rio de Janeiro), était un joueur de football brésilien.

## Biographie
Il commence dans sa carrière à jouer dans le club des jeunes du Comercial-SP.
Il joue en senior à la Portuguesa tout d'abord de 1933 à 1934. Il signe ensuite à Palmeiras en 1935. Il finit sa carrière à Fluminense entre 1935 et 1947, sauf de 1942 à 1943 où il fait une parenthèse à l'América-RJ. Surnommé "la muraille de Chine", il remporte à cinq reprises le championnat carioca avec Fluminense.
Il joue aussi en international avec le Brésil, disputant la coupe du monde 1938 en France.

## Palmarès

### Club
- Championnat carioca (5) :

Fluminense : 1936, 1937, 1938, 1940, 1941